# Tetragnatha anamitica
Tetragnatha anamitica là một loài nhện trong họ Tetragnathidae.
Loài này thuộc chi Tetragnatha. Tetragnatha anamitica được miêu tả năm 1842 bởi Walckenaer.